# Paracuellos de Jarama
Paracuellos de Jarama è un comune spagnolo di 6 287 abitanti situato nella comunità autonoma di Madrid.